# Janji Maria (Sukabangun)
Janji Maria is een bestuurslaag in het regentschap Tapanuli Tengah van de provincie Noord-Sumatra, Indonesië. Janji Maria telt 451 inwoners (volkstelling 2010).